# Lac Leamy
Le lac Leamy est un lac d'eau douce situé dans la ville de Gatineau, dans la région administrative de l'Outaouais, au Québec, au Canada.

## Géographie
Ce lac, d’un diamètre d’environ 600 mètres, est presque circulaire. Il est alimenté en eau par la rivière Gatineau et déverse ses eaux dans la décharge du Lac Leamy.

## Toponymie
Le toponyme « Lac Leamy » a été officialisé le 5 décembre 1968 à la Commission de toponymie du Québec, en référence à Andrew Leamy, un pionnier irlandais de l’Outaouais qui a immigré au Canada vers les années 1820. Notons qu’avant de porter ce nom, il était appelé « Columbia Pond ».